# Siguizmund Krjijanovski
Siguizmund Krjijanovski (polonès: Zygmunt Krzyżanowski)  (Kíiv, 11 de febrer de 1887 - Moscou, 28 de desembre de 1950), nom complet amb patronímic Siguizmund Dominíkovitx Krjijanovski, rus: Сигизму́нд Домини́кович Кржижано́вский, AFI /sʲɪɡʲɪzˈmunt dəmʲɪˈnʲikəvʲɪtɕ krʐɨʐɨˈnofskʲɪj/, fou un escriptor, contista, poeta, dramaturg, filòsof, historiador de la literatura i teòric del teatre rus i soviètic d'origen polonès, que es va descriure a si mateix com a ésser "conegut per ser desconegut"; la major part dels seus escrits es van publicar pòstumament.
Fou considerat com un "geni negligit pel seu temps" pel poeta Gueorgui Xengueli.

## Biografia
Krjijanovski va néixer als afores de Kíiv en una família de polonesos catòlics. El seu pare era Dominik Aleksàndrovitx Krjijanovski (Krzyżanowski), comptable en una fàbrica de sucre, i la seva mare era Fabiana Stanislàvovna Krjijanóvskaia, de soltera Paixuta.
Després d'haver fet estudis de dret a la Universitat Nacional Taràs Xevtxenko de Kíiv, estudià clàssiques, matemàtiques, literatura, astronomia, filosofia i idiomes (en parlava set amb fluïdesa, inclòs llatí i grec), va emprendre, el 1912, un viatge educatiu per ciutats i universitats europees (París, Heidelberg, Milà ...).
El 1914 es va convertir en ajudant en un despatx d'advocats, però el seu rastre es perd durant la Guerra Mundial de 1914-1918.
El trobem a Kíiv el 1919, on, conegut per intel·lectuals i estudiants per les conferències que imparteix i els seminaris que imparteix al Conservatori Dramàtic o l'Institut de Música, participa activament en les activitats de l'Acadèmia Nacional de Ciències Artístiques.
El 1922, poc temps après la rebel·lió de Kronstadt, Krjijanovski s'instal·la à Moscou, al barri de l'Arbat, on viu en una habitació de vuit metre quadrats, que sens dubte l'inspirarà en una de les seves fantàstiques històries: Quadraturin, rus: Квадратурин. No l'abandonarà pràcticament fins a la seva mort, el 1950.
Vivint gairebé sense recursos malgrat la seva notorietat, impartirà conferències, ensenyarà durant uns anys a l'estudi dramàtic d'Aleksandr Taírov, serà redactor de la primera edició de la Gran Enciclopèdia Soviètica, escriurà guions publicitaris; també treballarà com a assistent científic per a la ràdio i com a traductor.
Krjijanovski probablement es va salvar del terror estalinista perquè va continuar produint només per al calaix durant els anys següents. Això és cert no només quant a les seves obres literàries (contes, narracions breus, aforismes i obres teatrals), sinó també pels seus estudis sobre Shakespeare i Puixkin i la seva obra teòrica teatral.
Guionista i autor de llibrets d'òpera, va contribuir, amb Ievgueni Petrov i Ilià Ilf, al guió de la pel·lícula La festa de Sant Jorgen (1928), dirigida per Iàkov Protazànov (no figura als crèdits) i al Nou Gulliver, el 1933 (no figura als crèdits). Crearà la versió teatral d'Eugeni Oneguin sobre música de Serguei Prokófiev (1936); escrigué el 1938 el llibret de l'òpera de Kabalevski El mestre artesà de Clamecy, sobre la novel·la de Romain Rolland Colas Breugnon, i, durant la Segona Guerra Mundial, el llibret de l'òpera Suvórov sobre la música del compositor, director d'orquestra i professor Serguei Vassilenko (estrenada el 1942).
En no trobar editorials disposades a publicar les seves pròpies obres, va publicar nombroses traduccions al rus d'obres d'escriptors polonesos (prosa i poesia).
El 1939 va ser admès a la Unió d'Escriptors Soviètics. Aquest fet, però, no va canviar la seva situació general quant a la dificultat de publicar obres pròpies.
Des del 1940, Krjijanovski ja no va escriure ficció. Creà només dues dotzenes d'assaigs sobre Moscou en temps de guerra i es guanyà la vida traduint poesia i prosa polonesa.
El 1949 un ictus li va furtar la capacitat de llegir (alèxia).
Va morir el 28 de desembre de 1950 a Moscou; es desconeix el seu lloc d'enterrament.
El 1976, l'erudit Vadim Perelmúter va descobrir l'arxiu de Krjijanovski i el 1989 va publicar una de les seves narracions breus. Entre el 2001 i el 2013, es van publicar pràcticament totes les seves obres en sis volums. Inicialment, havien estat planificats cinc volums, però més tard es van descobrir obres desconegudes de l'autor. A mesura que apareixien els volums, Krjijanovski sortia de l'obscuritat com a notable escriptor, que va polir la seva prosa fins a deixar-la a tocar de la poesia. Les seves breus paràboles, escrites amb una abundància de detalls poètics i una meravellosa fertilitat de la invenció, tot i que ocasionalment voregen allò que és capritxós, de vegades es comparen amb les ficcions de Jorge Luis Borges. Quadraturin (1926), el més conegut d'aquests relats fantasmagòrics, és un conte kafkià en el qual l'al·legoria es troba amb l'existencialisme.

## Obres (selecció)
- Собрание сочинений в 6 томах (Obres en 6 volums). Составление, предисловие и комментарии Вадима Перельмутера (editor: Vadim Perelmúter), Санкт-Петербург, изд-во «Симпозиум», 2001–2013, ISBN 5-89091-131-7.

Històries
- Клуб убийц букв / El club dels assassins de les lletres (1925–1927)
- Воспоминания о будущем / Memòries del futur (1929, 1989)
- Возвращение Мюнхгаузена / El retorn de Münchausen (1927–1928)

Guions
- Праздник Святого Йоргена / La festa de Sant Jorgen, basada en una novel·la de Harald Bergstedt, dirigida per Iàkov Protazànov, 1930.
- Новый Гулливер / El nou Gulliver, basada en Els viatges de Gulliver de Jonathan Swift, Direcció: Aleksandr Ptuixkó, 1935.

Llibrets
- Евгений Онегин (Eugeni Oneguin), basat en el poema homònim d'Aleksandr Puixkin. Música de Serguei Prokófiev (1936).
- Суворов (Suvórov), música de Serguei Vassilenko (1942).